# Marcelo Barros
Irmão Marcelo Barros de Sousa OSB (Camaragibe, 27 de novembro de 1944) é um monge beneditino, escritor e teólogo brasileiro.

## Biografia
Nasceu numa família de operários, o filho mais velho de uma família de dez irmãos, Ingressou aos 14 anos de idade na escola agrotécnica de São Lourenço da Mata. No dia 1 de dezembro de 1962, pouco depois de completar 18 anos, ingressou no Mosteiro de Olinda como postulante e, três anos depois, fez seus primeiros votos monásticos. Foi ordenado presbítero em 24 de outubro de 1969 na Igreja Abacial do Mosteiro de Olinda por Dom Hélder Câmara e, durante quase dez anos, de 1967 a 1976, trabalhou como secretário e assessor de Dom Hélder para assuntos ecumênicos..

## Profissão
Marcelo é teólogo especializado em Bíblia (biblista), do grupo fundador do Centro Ecumênico de Estudos Bíblicos (CEBI).
É um dos três latino-americanos membros da Comissão Teológica da Associação Ecumênica dos Teólogos do Terceiro Mundo (ASETT), que reúne teólogos da América Latina, África, Ásia e ainda minorias negras e indígenas da América do Norte. Atualmente desenvolve uma pesquisa teológica sobre a relação do Cristianismo com as religiões negras e indígenas e coordena uma coleção sobre a teologia do pluralismo religioso e um cristianismo aberto a outras culturas e religiões. No âmbito da Teologia da Libertação desenvolveu um ramo próprio, a Teologia da Terra.
Assessora a Comissão Pastoral da Terra, organismo da CNBB para a presença da Igreja junto aos lavradores. Em todo o continente latino-americano é conhecido como um dos estudiosos que ajudam as Igrejas a desenvolver uma reflexão teológica sobre sua missão de solidariedade e inserção junto aos lavradores e sem-terra, como também desenvolve uma teologia sobre uma concepção do cristianismo aberta às outras religiões. E tem sido também convidado para diversos países para falar sobre ecologia e espiritualidade holística, sendo que seu livro O Espírito vem pelas Águas (como enfrentar a crise mundial da água através de uma espiritualidade ecumênica) está traduzido em espanhol, alemão e flamengo.
Colabora com revistas brasileiras e de outros países, na América Latina e na Europa. Semanalmente publica artigos sobre espiritualidade ecumênica e desafios da vida, editado pelo jornal O Popular, alguns dos quais são reproduzidos em outros jornais brasileiros.
Em 26 de setembro de 2023, recebeu da Câmara Municipal do Recife, na pessoa da vereadora Liana Cirne, do Partido dos Trabalhadores, o título de Cidadão Honorário da capital pernambucana.

## Obras
- A Bíblia e a Luta pela Terra, Vozes, 1982.
- Curso de Bíblia para as comunidades de base, Ed. Diocese de Joinville, 1981.
- Nossos pais nos contaram, (Introdução narrativa à Bíblia, Vozes, 1983.
- A vida se torna oraçao, (sobre os salmos) Paulinas, 1984
- Seu louvor em nossos lábios, (sobre liturgia), Paulinas, 1985.
- Teologia da Terra, (com José Luiz Saravia), Vozes, 1988.
- Luta pela Terra: Caminho de Fé, (junto com Vítor Westhelle e Ivo Poletto), Ed. Loyola, 1990.
- Celebrar o Deus da Vida, Loyola, 1992.
- Coisas da Bíblia, Paulus, 1991.
- Na estrada do Evangelho, (sobre uma leitura latino-americana da Regra de São Bento), Vozes, 1993.
- A festa dos pequenos, (sobre romarias da terra) em coautoriaa com Artur Peregrino, Paulus, 1995.
- Lettere di un monaco tra i poveri, (Cartas de um monge no meio dos pobres), Ed. Rocca, Assis, Italia, 1994.
- Os pobres possuirão a Terra, CESE, Salvador, 1996.
- Deus disse: Cancelem a dívida, CESE, Salvador, 1998.
- Jubileu para um novo tempo, Paulinas, 1999.
- O Sonho da Paz, (a unidade das Igrejas, o diálogo entre as religiões e a paz do mundo), Vozes, 1997.
- Conversando com  Mateus, CEBI, Paulus, 2002.
- A vida se torna aliança (sobre os salmos), Paulus, CEBI, 2003.
- O espírito vem pelas águas. Ed. Loyola,2008.
- A secreta magia do caminho. (romance) Ed. Nova Era , Ed. Record, 1997.
- A noite do Maracá, (romance), Ed. Rede da Paz, Goiás, 2001,
- Tempo para Amar (sobre o ano litúrgico), junto com Penha Carpanedo, Paulinas, 2001.
- A Festa do Pastor (romance) Ed. Rede da Paz, Goiás, 2004.
- Teologia latino-americana pluralista da libertação, junto com outroa autores, Loyola, 2006.
- Teologia pluralista libertadora intercontinental. junto com outros autores, Editora Paulinas, 2008. Paulus, 2012.
- Il Sapore della Libertà (em italiano), Ed. Meridiana, Italia, 2010.
- Espiritualidad Socialista para ese siglo, Ed. Alandar, Madrid, Espanha, 2012.
- Dom Helder Camara - profeta para os nossos dias. Rede da Paz, 2008, Paulus, 2013.
- O sabor da festa que renasce, (sobre teologia afrolatíndia da Libertação), Paulinas, 2011.
- Para onde vai Nuestra América (uma espiritualidade socialista para o século XXI), Ed. Nhanduti, São Paulo, 2011.
- Boa Notícia para todo o mundo (Comentário ecumênico ao evangelho de Lucas), Recife, FASA, 2014.
- Evangelho e Instituição, Paulus, 2014.
- Dialogo con l'Amore, (Pregare i Salmi nel oggi del mondo), Padova, Ed. Messaggero, Italia, 2015.
- Sul il sentiero degli uomini, Vangelo di Marco, Ed. EMI, Italia, 2015.